# 顔 (姓)
顔（がん）は、漢姓のひとつ。『百家姓』の143番目。2020年の中華人民共和国の統計では人数順の上位100姓に入っていないが、台湾の2018年の統計では45番目に多い姓で、104,098人がいる。
孔子の母の名は顔徴在と伝えられ、また七十子のうちには顔回とその父の顔無繇以外に顔幸・顔祖・顔高（顔刻）・顔之僕・顔噲・顔何がいる。しかし、これらの顔氏が互いにどのような関係にあるかは文献に言及されていない。
南北朝時代から唐にかけて、顔氏は学者の家柄として名声をはせた。

## 著名な人物
- 顔回（顔淵） - 春秋時代の儒者。孔門十哲のひとり。
- 顔安楽（中国語版） - 前漢の学者。『春秋公羊伝』を伝えた。
- 顔良 - 後漢末、袁紹配下の武将。
- 顔斐 - 魏の政治家。
- 顔延之 - 南北朝時代の文人。
- 顔之推 - 梁・北斉・北周の学者。『顔氏家訓』の作者。
- 顔籀（顔師古） - 唐の学者。
- 顔元孫 - 唐の学者、書家。『干禄字書』の作者。
- 顔杲卿 - 唐の忠臣。顔元孫の子。
- 顔真卿 - 唐の政治家、書家。
- 顔思斉（中国語版） - 明末の海賊。台湾を根拠地とした。
- 顔元 - 清初の学者。
- 顔恵慶 - 中華民国の政治家。
- 顔恵民 - 台湾の実業家。
- 一青妙 - 台湾生まれの日本の女優、作家。顔恵民の娘。
- 一青窈 - 台湾生まれの日本の歌手、女優。顔恵民の娘。

## 架空の人物
- 顔樹徳 - 『蕩寇志』の登場人物。